# JCB
J.C. Bamford Excavators Limited ali samo JCB (akronim za Joseph Cyril Bamford) je britansko mednarodno podjetje, ki proizvaja gradbene in kmetijske stroje. Podjetje je ustanovil Joseph Cyril Bamford leta 1945. Podjetje ima 22 tovarn v Evropi, Aziji, Severni in Južni Ameriki in je prisotnov več kot 150 državah po svetu.
JCB je tretji največji proizvajalec gradbenih strojev na svetu.